# Usumatlán
Usumatlán är en kommunhuvudort i Guatemala.   Den ligger i departementet Departamento de Zacapa, i den centrala delen av landet, 90 km öster om huvudstaden Guatemala City. Usumatlán ligger 236 meter över havet och antalet invånare är 4 987.
Terrängen runt Usumatlán är varierad. Runt Usumatlán är det ganska tätbefolkat, med 65 invånare per kvadratkilometer. Närmaste större samhälle är San Agustín Acasaguastlán, 19,7 km väster om Usumatlán. Omgivningarna runt Usumatlán är en mosaik av jordbruksmark och naturlig växtlighet.